# Parafia Wniebowzięcia Najświętszej Maryi Panny w Borkach Nizińskich
Parafia Wniebowzięcia Najświętszej Marii Panny w Borkach Nizińskich – parafia rzymskokatolicka znajdująca się w diecezji sandomierskiej w dekanacie Baranów Sandomierski. Erygowana 10 lipca 1951 roku. 

## Zasięg parafii
Do parafii należą wierni z miejscowości: Babicha, Borki Nizińskie, Młodochów.